# Holly Hills (Colorado)
Pour les articles homonymes, voir Holly Hills.

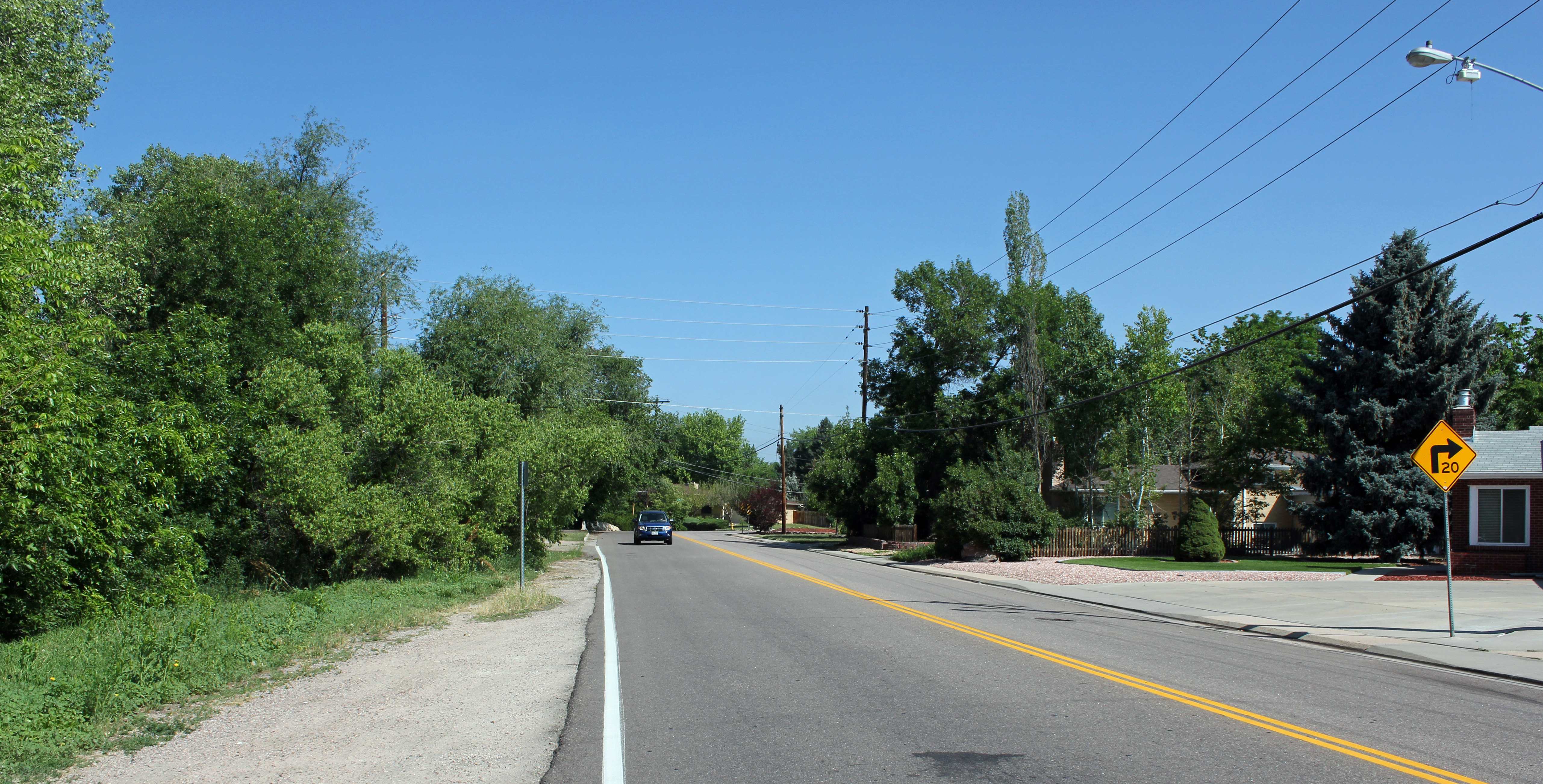
Holly Hills

Holly Hills est une census-designated place du Comté d'Arapahoe dans l'état du Colorado.
La population était de 2 521 habitants en 2010.